# Leichtathletik-Europameisterschaften 1978/Stabhochsprung der Männer

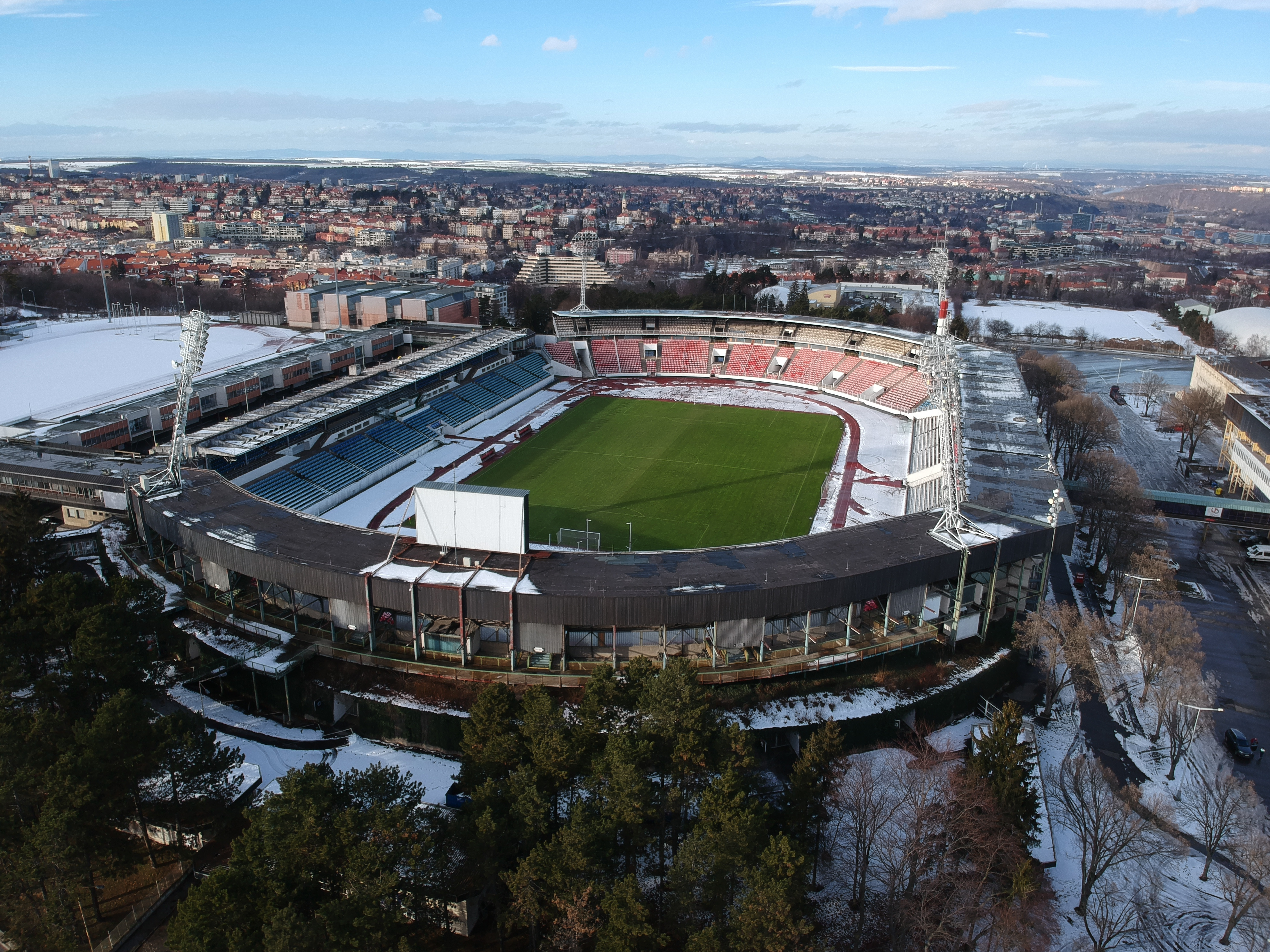
Das Stadion Evžena Rošického von Prag im Jahr 2009

Der Stabhochsprung der Männer bei den Leichtathletik-Europameisterschaften 1978 wurde am 30. August und 1. September 1978 im Stadion Evžena Rošického von Prag ausgetragen.
In diesem Wettbewerb errangen die finnischen Athleten mit Silber und Bronze zwei Medaillen. Europameister wurde der sowjetische Stabhochspringer Wladimir Trofimenko. Er gewann vor Antti Kalliomäki. Bronze ging an Rauli Pudas.

## Rekorde

### Bestehende Rekorde
| Weltrekord           | 5,70 m | David Roberts         | Eugene, USA           | 22. Juni 1976     |
| Europarekord         | 5,66 m | Władysław Kozakiewicz | Warschau, Polen       | 17. Juni 1977     |
| Meisterschaftsrekord | 5,35 m | Wolfgang Nordwig      | EM Helsinki, Finnland | 13. August 1971   |
| Meisterschaftsrekord | 5,35 m | Wladimir Kischkun     | EM Rom, Italien       | 6. September 1974 |
| Meisterschaftsrekord | 5,35 m | Władysław Kozakiewicz | EM Rom, Italien       | 6. September 1974 |

### Rekordverbesserungen
Der bestehende EM-Rekord wurde im Finale am 1. September zehn Mal verbessert:
- 5,40 m – Wladimir Trofimenko (Sowjetunion), erster Versuch
- 5,40 m – Rauli Pudas (Finnland), erster Versuch
- 5,40 m – Jewgeni Tananika (Sowjetunion), erster Versuch
- 5,40 m – Antti Kalliomäki (Finnland), dritter Versuch
- 5,40 m – Philippe Houvion (Frankreich), dritter Versuch
- 5,45 m – Władysław Kozakiewicz (Polen), erster Versuch
- 5,45 m – Jewgeni Tananika (Sowjetunion), zweiter Versuch
- 5,50 m – Wladimir Trofimenko (Sowjetunion), dritter Versuch
- 5,50 m – Antti Kalliomäki (Finnland), dritter Versuch
- 5,55 m – Wladimir Trofimenko (Sowjetunion), erster Versuch

## Qualifikation
30. August 1978, 17:00 Uhr
23 Teilnehmer traten zur Qualifikationsrunde an. Die Qualifikationshöhe für den direkten Finaleinzug betrug 5,25 m. Da nur drei Athleten diese Marke übertrafen (hellblau unterlegt), wurde das Finalfeld mit den nächsten bestplatzierten Sportlern so aufgefüllt, dass mindestens zwölf Stabhochspringer im Finale standen. Die nächste unter dem Qualifikationswert liegende Höhe – 5,15 m – wurde von zehn Athleten übersprungen (hellgrün unterlegt). So kam für den darauffolgenden Tag ein Finalfeld von dreizehn Teilnehmern zustande.

### Gruppe A
| Platz | Name                  | Nation           | Höhe (m) |
| ----- | --------------------- | ---------------- | -------- |
| 1     | Władysław Kozakiewicz | Polen            | 5,25     |
| 2     | Günther Lohre         | BR Deutschland   | 5,25     |
| 3     | Mariusz Klimczyk      | Polen            | 5,25     |
| 4     | Tapani Haapakoski     | Finnland         | 5,15     |
| 5     | Jewgeni Tananika      | Sowjetunion      | 5,15     |
| 6     | Rauli Pudas           | Finnland         | 5,15     |
| 7     | François Tracanelli   | Frankreich       | 5,15     |
| 8     | Domenico D'Alisera    | Italien          | 4,90     |
| 9     | Roman Zrun            | Tschechoslowakei | 4,90     |
| NM    | Keith Stock           | Großbritannien   | ogV      |
| NM    | Patrick Desruelles    | Belgien          | ogV      |
| NM    | Antonín Hadinger      | Tschechoslowakei | ogV      |

### Gruppe B
| Platz | Name                | Nation           | Höhe (m) |
| ----- | ------------------- | ---------------- | -------- |
| 1     | Patrick Abada       | Frankreich       | 5,15     |
| 1     | Wladimir Trofimenko | Sowjetunion      | 5,15     |
| 3     | Brian Hooper        | Großbritannien   | 5,15     |
| 4     | Roger Oriol         | Spanien          | 5,15     |
| 5     | Antti Kalliomäki    | Finnland         | 5,15     |
| 6     | Philippe Houvion    | Frankreich       | 5,15     |
| 7     | Elias Sakellariadis | Griechenland     | 4,90     |
| 8     | Peter Jensen        | Dänemark         | 4,90     |
| 9     | Reinhard Lechner    | Österreich       | 4,90     |
| NM    | Tadeusz Ślusarski   | Polen            | ogV      |
| NM    | Jiří Lesák          | Tschechoslowakei | ogV      |

## Finale

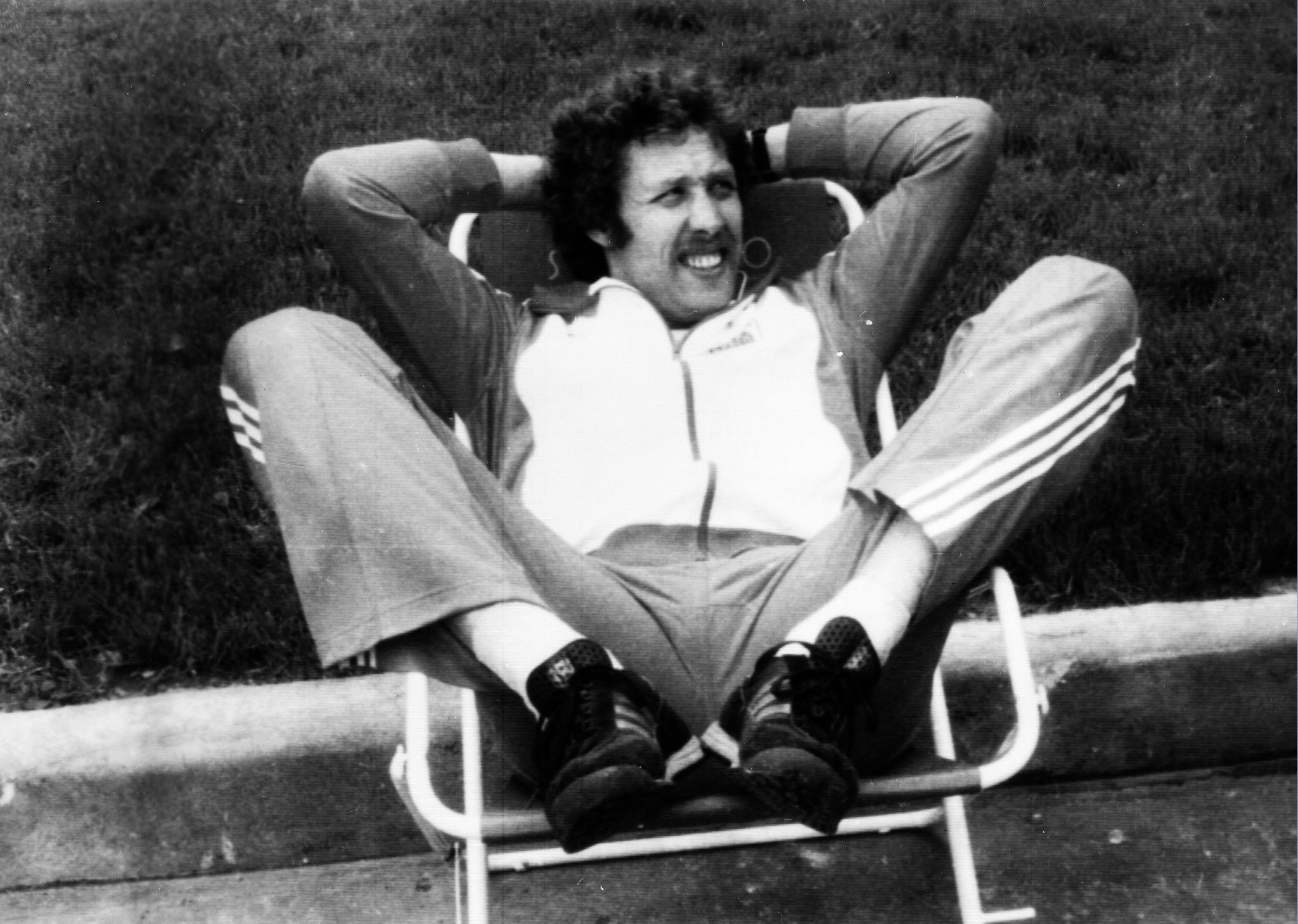
Europarekordler Władysław Kozakiewicz kam hier auf den vierten Platz – er ging später in die Bundesrepublik Deutschland und startete für den DLV

1. September 1978
| Platz | Name                  | Nation         | Resultat (m) | 5,00 m | 5,10 m | 5,20 m | 5,30 m | 5,40 m | 5,45 m | 5,50 m | 5,55 m | 5,60 m |
| 1     | Wladimir Trofimenko   | Sowjetunion    | 5,55 CR      | –      | –      | o      | –      | o CR   | –      | xxo CR | o CR   | xxx    |
| 2     | Antti Kalliomäki      | Finnland       | 5,50000      | –      | –      | o      | –      | xxo CR | –      | xxo CR | xxx    |        |
| 3     | Rauli Pudas           | Finnland       | 5,45000      | –      | xxo    | o      | xo     | o CR   | o CR   | xxx    |        |        |
| 4     | Władysław Kozakiewicz | Polen          | 5,45000      | –      | –      | –      | o      | –      | xo CR  | –      | xxx    |        |
| 5     | Jewgeni Tananika      | Sowjetunion    | 5,40000      | –      | –      | xo     | –      | o CR   | –      | xxx    |        |        |
| 6     | Philippe Houvion      | Frankreich     | 5,40000      | –      | xxo    | –      | xo     | xxo CR | –      | xxx    |        |        |
| 7     | François Tracanelli   | Frankreich     | 5,30000      | –      | –      | xo     | o      | xxx    |        |        |        |        |
| 7     | Brian Hooper          | Großbritannien | 5,30000      | –      | –      | xo     | o      | xxx    |        |        |        |        |
| 9     | Patrick Abada         | Frankreich     | 5,30000      | –      | –      | –      | xo     | –      | xxx    |        |        |        |
| 10    | Tapani Haapakoski     | Finnland       | 5,30000      | –      | o      | o      | xxo    | xxx    |        |        |        |        |
| 11    | Günther Lohre         | BR Deutschland | 5,20000      | –      | –      | xo     | –      | xxx    |        |        |        |        |
| NM    | Mariusz Klimczyk      | Polen          | ogV000       | –      | –      | xxx    |        |        |        |        |        |        |
| DNS   | Roger Oriol           | Spanien        |              |        |        |        |        |        |        |        |        |        |